# Hegathur, Piriyapatna
Hegathur là một làng thuộc tehsil Piriyapatna, huyện Mysore, bang Karnataka, Ấn Độ.